# Sacred Harp

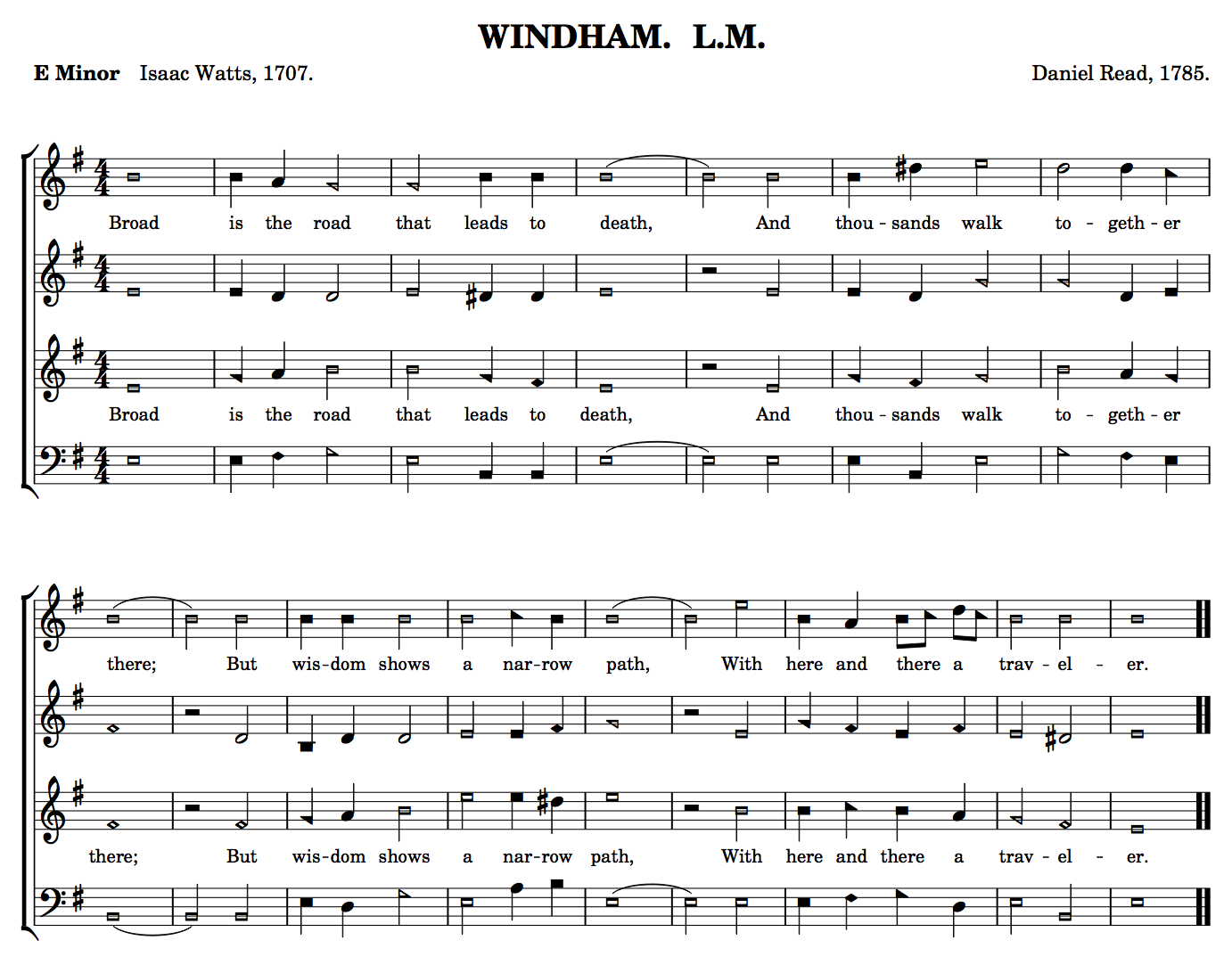
Windham (38b) partition tirée du Sacred Harp, avec la notation à quatre shape notes et le format traditionnel rectangulaire allongé.

Le Sacred Harp est une tradition de musique chorale sacrée qui prend sa source dans le Sud des États-Unis. Son nom vient de The Sacred Harp, un recueil de chant imprimé en shape notes. Cet ouvrage fut premièrement publié en 1844 puis révisé à plusieurs reprises jusqu’à nos jours.
Le Sacred Harp (en tant que musique) est une évolution à partir d’une tradition plus ancienne de la musique américaine qui s’est développée sur une période allant de 1770 à 1820, dont les racines sont situées en Nouvelle Angleterre et qui connut un développement significatif lié à l’influence des « revivals », mouvements de Réveils religieux, vers 1840. Cette musique, intégrée dans les livres utilisant le style de notation des musiques à shape notes populaire en Amérique au XVIIIe et au début du XIXe siècle, leur est profondément associée.
Le Sacred Harp est interprété a cappella (c’est-à-dire seulement les voix des chanteurs, sans aucun instrument) et prend ses origines dans la musique chrétienne protestante.

## La musique et sa notation
Cette tradition musicale est chantée à partir de différents recueils de partitions (les tunebooks), elle tire son nom du titre du recueil le plus important, c'est-à-dire le plus utilisé par les chanteurs, The Sacred Harp. Il existe aujourd’hui plusieurs éditions de ce livre.
En musique à shape notes, les notes sont écrites en utilisant des formes géométriques spécifiques (les fameuses shape notes) qui aident le lecteur à identifier leur place dans la gamme. Il existe principalement deux systèmes, le premier utilise quatre shapes et le second, sept. Dans le système à quatre shapes utilisé dans The Sacred Harp, chacune des quatre formes géométriques/shape notes est représentée par une syllabe qui lui est attribuée : fa, sol, la ou mi, et ces syllabes sont utilisées pour chanter les notes, exactement de la même façon que dans le système plus familier qui utilise do, ré, mi, etc. (voir solfège).
Le système à quatre shapes couvre la totalité de la gamme car deux notes distinctes de la gamme sont associées à chaque combinaison de syllabe et de forme sauf pour le mi. Par exemple, la gamme de Do majeur est notée et chantée comme suit :
Dans la tradition du chant Sacred Harp, la tonalité n’est pas donnée de façon absolue. Les shape notes représentent les degrés de la gamme, mais pas une tonalité particulière. Ainsi pour un chant en tonalité de Do, la forme/syllabe fa (triangle) est utilisée pour désigner à la fois les notes do (1er degré de Do) et fa (4e degré de Do) ; pour un chant en Sol, la forme/syllabe fa (triangle) désigne alors les notes sol (1er degré de Sol) et do (4e degré de Sol), et ainsi de suite ; c’est pourquoi ce système est appelé « moveable do system » (système de « do mobile », il s’agit en fait de lecture relative, liée à la solmisation relative qui remonte à Guido d'Arezzo. Pour ceux qui connaissent la guitare et le capodastre, ce système revient à jouer en Do les chants en majeur et en La mineur les chants en mineur, et à déplacer la hauteur du capodastre.
Lorsque les chanteurs de Sacred Harp commencent un chant, ils commencent normalement par le chanter avec les syllabes appropriées à chaque tonalité, utilisant les shapes pour les aider. Pour les chanteurs du groupe qui ne connaissent pas encore le chant, les shapes aident pour déchiffrer à vue. Le fait de lire tout le chant avec les shapes aide également à mémoriser les notes. Une fois que les shapes ont été chantées, le groupe chante alors les couplets du chant avec les paroles imprimées.

## Chanter du Sacred Harp

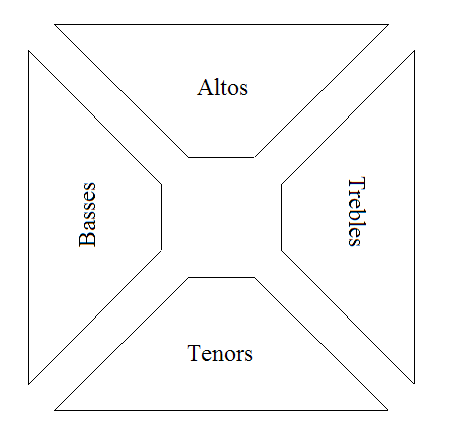
La disposition assise en carré vide (« hollow square ») des chanteurs pour les singings du Sacred Harp.

Les groupes de Sacred Harp chantent toujours a cappella, c'est-à-dire sans instruments d’accompagnement,. Les chanteurs se placent autour du carré vide, avec des rangées de chaises ou des bancs de chaque côté auxquels sont assignés chacun des quatre pupitres de voix : treble, alto, ténor et basse. Les sections treble (en musique classique, on dit soprano) et ténor sont habituellement mixtes, avec des hommes et des femmes qui chantent les notes à une octave d’écart.
Il n’y a pas de meneur institué ou de chef de chœur, mais les participants mènent les chants chacun leur tour. Le meneur d’un tour particulier choisit un chant dans le livre, et l’« appelle » par son numéro de page. On mène avec la paume de la main ouverte, en se tenant debout au centre du carré central, face aux ténors (voir mener un chant du Sacred Harp).
Pour chanter cette musique, la tonalité utilisée est relative ; il n’y a pas d’instrument pour donner la note de départ aux chanteurs. Le meneur, ou bien un chanteur particulier qui assume cette tâche (appelé le « keyer » ou le « pitcher »), trouve la bonne hauteur pour commencer à chanter et la donne aux autres chanteurs en la chantant (voir : donner la tonalité en Sacred Harp). Les chanteurs répondent avec les notes du départ de leur partie, puis le chant commence directement.
En général, la musique n’est pas chantée en respectant exactement la partition du livre, mais avec certaines variations établies par tradition ; voir pratiques de chant du Sacred Harp en tant que musique.
Comme son nom l'indique, le Sacred Harp est une musique sacrée qui prend sa source dans la musique chrétienne protestante. Beaucoup des chants de ce livre sont des hymnes qui font usage de textes, de métriques et de types de couplets que l'on retrouve dans toute l'hymnodie protestante. Cependant les chants du Sacred Harp sont très différents des hymnes protestantes habituelles de par leur style musical : certains airs, connus sous le nom de fuging tunes (airs « fugués »), sont composés de sections qui sont polyphoniques dans leur texture, et l'harmonie tend à ne pas marquer l'intervalle de tierce pour donner l'avantage aux quartes et aux quintes. Dans leur mélodie, les chants utilisent très souvent la gamme pentatonique ou d'autres gammes « à trous » (qui utilisent moins de sept notes) similaires et parfois d'autres modes.
Dans leur forme musicale, les chants du Sacred Harp se partagent en trois ensembles distincts : la plupart sont des Hymn tunes ordinaires (les hymnes religieuses), principalement composées de phrases de quatre mesures et chantés avec de multiples couplets. Les Fuging tunes (les airs « fugués ») sont composés d'un passage particulier qui commence en général à 1/3 du morceau pendant lequel chacun des quatre pupitres entre en décalage par rapport aux autres, d'une façon qui pourrait ressembler à une fugue ou à un canon. Les Anthems sont des chants plus longs, moins réguliers dans leur forme, qui sont chantés une seule fois en entier, et non au travers de multiples couplets.

### Lieux dessingings
Les singings sont les réunions de chanteurs pendant lesquelles on chante le Sacred Harp (convention : réunion de chanteurs qui dure tout un week end, All-day singing : réunion qui dure une journée entière, …)
Le Sacred Harp ne se pratique habituellement pas pendant les services religieux, mais lors de réunions ou singings organisés spécialement dans ce but. Les singings peuvent être de niveau local, régional, pour tout l'état ou encore pour tout le pays. Les petits singings ont souvent lieu chez quelqu'un, avec environ une douzaine de chanteurs. Les grands singings sont connus pour avoir plus de cent participants. Lors des singings les plus ambitieux, on partage un grand repas à la mi-journée, où les organisateurs préparent leurs meilleurs plats et invitent ceux qui viennent de loin, ce repas est traditionnellement appelé « dinner on the grounds » (repas sur place).
Certains des plus anciens et des plus grands singings sont appelés des « conventions ». La convention de Sacred Harp la plus ancienne était la Southern Musical Convention, qui s'est déroulée dans le comté d'Upson, Géorgie en 1845. Les deux conventions les plus anciennes qui se déroulent encore aujourd'hui sont la Chattahoochee Musical Convention (organisée dans le comté de Coweta, Géorgie, en 1852), et la East Texas Sacred Harp Convention (organisée de même que l'East Texas Musical Convention en 1855).

### Le Sacred Harp, une musique participative
Les chanteurs de Sacred Harp décrivent leur tradition comme une tradition participative, et non passive. Ceux qui se réunissent pour un singing chantent pour eux-mêmes et pour ceux qui sont présents, et pas pour un public. Les « priorités esthétiques sont différentes », il ne s’agit donc pas de bien chanter au sens classique, mais de chanter ensemble. Dans ces musiques, on recherche avant tout la cohésion du groupe. Participatives, elles sont aussi hautement « démocratiques », tout un chacun, chanteur expérimenté ou nouveau venu, est encouragé à aller au centre du hollow square appeler un chant et tous les chanteurs présents vont le chanter à pleine voix et à pleins poumons.
On peut percevoir ce caractère participatif par différents aspects de cette tradition.
Premièrement, la disposition des sièges (les quatre parties réparties autour d'un carré, se faisant face) est faite clairement pour les chanteurs, et pas pour des auditeurs extérieurs. Les non-chanteurs sont toujours bienvenus pour participer à un singing, mais ils s'assoient d'habitude parmi les chanteurs, aux bancs situés à l’arrière de la section ténor, plutôt que dans un lieu particulier destiné au public.
Le meneur, placé à la même distance de chaque section, est celui qui reçoit le meilleur son. L'expérience sonore souvent intense que fait celui qui se tient au centre du carré est considérée comme l'un des bénéfices du fait de mener un chant, et parfois, un invité sera invité courtoisement à se tenir près du meneur pendant un chant.
La musique en elle-même est aussi faite pour être participative. Les différentes formes de composition chorale placent pour la plupart d'entre elles la mélodie à la ligne d'en haut (« treble », soprano), où elle sera le mieux perçue par le public, avec les autres parties composées de façon à ne pas lutter avec la mélodie. A contrario, les compositeurs de Sacred Harp ont fait en sorte que chacune des quatre parties soit chantable et intéressante à part entière, donnant ainsi à chacun des chanteurs du groupe une tâche absorbante à réaliser. Pour cette raison, « faire ressortir la mélodie » n'est pas la première priorité en composition de Sacred Harp, et il est de coutume d'assigner la mélodie non pas aux sopranos (« trebles ») mais aux ténors. Les Fuging tunes, dans lesquels chaque section bénéficie de son moment de mise en lumière, illustrent aussi l'importance dans le Sacred Harp de maintenir l'indépendance de chaque partie vocale.

## Histoire
Marini (2003) fait remonter les racines les plus anciennes du Sacred Harp à la « musique des paroisses rurales » de l'Angleterre du début du XVIIIe siècle. Cette forme campagnarde de musique d'église a développé un certain nombre des traits caractéristiques qui furent transmis, d'une tradition à une autre, jusqu'à ce qu'ils soient finalement intégrés aux chants du Sacred Harp. Parmi ces traits, on trouve l'assignation de la mélodie aux ténors, une structure harmonique qui met l'accent sur les quartes et les quintes, et la distinction entre l'hymne ordinaire à quatre voix (« l'air simple »), l'anthem, et le fuging tune. Plusieurs compositeurs de cette école, dont Joseph Stephenson et Aaron Williams, figurent dans l'édition 1991 de The Sacred Harp. Pour plus d'informations à propos des racines anglaises de la musique du Sacred Harp, voir West Gallery Music.
Aux environs du milieu du XVIIIe siècle, les formes et les styles de la musique paroissiale rurale anglaise furent introduits en Amérique, notamment dans un nouveau livre de chant appelé Urania, publié en 1764 par le maître de chant James Lyon. Cette publication stimula rapidement le développement d'une école vigoureuse de composition originaire d'Amérique, amorcée par la publication en 1770 de William Billings The New England Psalm Singer, puis par un grand nombre de compositions nouvelles de Billings et de ceux qui ont suivi ses traces. L'œuvre de ces compositeurs, parfois regroupés sous l'appellation « First New England School », représente depuis lors une partie importante du Sacred Harp, et ce jusqu'à nos jours.
Billings et ces compositeurs travaillaient comme maîtres de chant, et donnaient des classes de chant (« singing schools »). Le but de ces classes était d'entraîner les jeunes gens à la manière correcte de chanter la musique sacrée. Ce mouvement pédagogique fleurit, et conduisit finalement à l'invention des shape notes, qui étaient à l'origine un moyen de faciliter l'enseignement du chant. Le premier livre de chant à shape notes apparut en 1801 : The Easy Instructor, de William Smith et William Little. Au départ, les shapes de Smith et Little étaient en rivalité avec un système concurrent, créé par Andrew Law (1749-1821) dans son ouvrage de 1803, The Musical Primer. Bien que ce livre soit sorti deux ans après celui de Smith et Little, Law voulut faire reconnaître son invention des shape notes comme étant la première. Dans son système, un carré indiquait un fa, un cercle sol, un triangle la et un losange mi. Law utilisait les shape notes sans portée musicale. Ce fut le système de Smith et Little qui prévalut finalement.
Les shape notes devinrent très populaires, et pendant la première partie du XIXe siècle, tout une série de recueils de chant à shape notes apparut, dont la plupart étaient distribués très largement. À mesure que la population partait s’installer à l’ouest et au sud, la tradition des chants à shape notes s’est étendue géographiquement. Les compositions fleurissaient, avec un style nouveau qui s’appuyait sur les chants populaires traditionnels pour les airs et les paroles. Le livre à shape notes qui remporta le plus grand succès avant The Sacred Harp fut probablement The Southern Harmony de William Walker, publié en 1835 et toujours en usage aujourd’hui.
Alors même qu’elles étaient en plein essor et en plein développement dans la population, les shape notes et le type de musique participative qu’elles servaient étaient critiquées. Les attaques provenaient du « better music » movement (mouvement pour une « meilleure musique »), ce mouvement, dont Lowell Mason était le fer de lance, et qui venait des centres urbains, défendait un style de musique sacrée plus « scientifique », plus proche des styles harmoniques des musiques européennes contemporaines. Ce nouveau style devint petit à petit prédominant. Les shape notes et leur musique disparurent des grandes villes avant la Guerre de Sécession, et des zones rurales du Nord Est et du Midwest dans les décennies qui suivirent. Cependant, elles furent conservées dans le Sud rural, véritable refuge, qui resta un territoire fertile pour la création de nouvelles publications à shape notes.

### L’arrivée deThe Sacred Harp
La tradition de chants du Sacred Harp prit forme avec la publication en 1844 de Benjamin Franklin White et Elisha J. King de The Sacred Harp. Ce fut ce livre, aujourd’hui distribué en plusieurs versions distinctes, qui incarna la tradition des chants à shape notes avec le plus grand nombre de participants.
B. F. White (1800-1879) était originaire du comté d’Union en Caroline du Sud, mais vivait depuis 1842 dans le comté de Harris en Géorgie. Il prépara The Sacred Harp en collaboration avec un très jeune homme, E. J. King (ca. 1821-1844), qui était originaire du comté de Talbot en Géorgie. Ensemble, ils compilèrent, transcrivirent et composèrent des morceaux, et publièrent un livre de plus de 250 chants.
King mourut l'année de la publication du livre, et White se retrouva seul pour diriger son développement. Il décida d’organiser des singing schools et des conventions pendant lesquelles The Sacred Harp était utilisé comme livre de chant. Durant sa vie, le livre devient populaire et fut révisé à trois reprises (1850, 1859 et 1869), chacune produite par un comité composé de White et de plusieurs de ses collègues travaillant sous les auspices de la Southern Musical Convention. Les deux premières révisions ajoutèrent simplement des appendices de chants nouveaux à la fin du livre. La révision de 1869 fut plus importante, retirant certains des chants les moins populaires et en ajoutant de nouveaux à leur place. Des 262 pages du livre d’origine, on passa à 477 en 1869. Cette édition fut réimprimée et continua à être utilisée pendant plusieurs décennies.

### Origine des éditions modernes
Vers le tournant du XXe siècle, la tradition de chant du Sacred Harp entra dans une période de conflit sur la question du traditionalisme. Ce conflit eut pour conséquence de faire éclater la communauté.
B. F. White était mort en 1879, avant d’achever la quatrième révision de son livre ; et la version à partir de laquelle chantaient les participants des singings de Sacred Harp avait alors plus de trois décennies. Pendant cette période, les goûts musicaux des chanteurs traditionnels du Sacred Harp, les habitants du Sud rural, avaient changé de façon importante. Notamment, le gospel – syncopée et chromatique, souvent accompagné au piano – était devenu populaire, de même qu’un certain nombre d’hymnes d’église issues de style de variété plus consensuels, tels que « Rock of Ages ». Les systèmes à sept shape notes étaient apparus et emportaient les chanteurs loin du vieux système à quatre shapes (voir shape note pour plus de détails). À mesure que le temps passait, les chanteurs de Sacred Harp se rendirent compte que ce qu’ils chantaient était devenu quelque chose de vraiment différent des goûts de leurs contemporains.
La voie naturelle à prendre – et celle qui fut finalement prise – était de faire valoir le caractère archaïque du Sacred Harp comme une vertu absolue. Dans cette option, les traditions du Sacred Harp allaient être préservées comme un trésor musical ayant passé l’épreuve du temps, en se tenant au-dessus des courants et des modes du moment. La difficulté dans le fait d’adopter le traditionalisme comme une doctrine pour avancer fut que chaque chanteur avait sa propre opinion sur la forme que devait prendre la version stable, « traditionnalisée » du Sacred Harp.
Le premier à réagir fut W. M. Cooper, de Dothan, Alabama, qui était un enseignant de Sacred Harp important dans sa région, mais qui ne faisait pas partie du premier cercle des vieux collègues et descendants de B. F. White. En 1902, Cooper prépara sa révision du Sacred Harp. Cette révision, tout en conservant la plupart des vieux chants, ajoutait également de nouveaux airs qui reflétaient des styles de musiques plus contemporains. Cooper fit aussi d’autres changements :
- Il modifia les titres de beaucoup de vieux chants. Ces chants avaient été tout d’abord intitulés à l’aide de noms de lieux arbitrairement choisis (« New Britain », « Northfield », « Charlestown »). Les nouveaux titres se basaient sur les textes ; de cette manière « New Britain » devint « Amazing Grace », « Northfield » devient « How long, Dear Savior », et ainsi de suite. Le vieux système avait été créé à l’époque coloniale pour permettre de mixer et d’interchanger des airs et des paroles, mais était devenu inutile dans un système où le mariage entre les airs et les paroles était fixé.
- Il transposa des chants dans de nouvelles tonalités. On pense que cela a permis de rapprocher la notation musicale des pratiques de chant actuelles.
- Il écrivit de nouvelles parties d’alto pour les nombreux chants qui n’avaient à l’origine que trois parties vocales.

La révision Cooper connut un grand succès, elle fut largement adoptée dans beaucoup de régions du Sud, telles que la Floride, le sud de l’Alabama, et le Texas, où elle devint le livre de prédominant de Sacred Harp jusqu’à nos jours. Le « Cooper book », comme on l’appelle souvent à présent, fut révisé par Cooper lui-même en 1907 et 1909. Son gendre publia le livre en 1927, ajoutant un appendice compilé par le comité de révision. La Sacred Harp Book Company fut créée en 1949, et les révisions qui suivirent ont été supervisées par des comités éditoriaux qui suivaient ses instructions. De nouvelles éditions parurent en 1950, 1960, 1992, 2000, 2006 et 2012.
Dans l’aire géographique au cœur de l’origine des chants du Sacred harp, le Nord Alabama et la Géorgie, les chanteurs n’ont pas adhéré au Cooper book, car ils ont trouvé qu’il déviait trop de la tradition d’origine. Pour ces chanteurs, il s’avérait difficile de mettre en place un nouveau livre pour car le fils de B. F. White, James L. White qui aurait dû naturellement être la personne qui pouvait préparer une nouvelle édition, était un anti traditionaliste. Sa « Cinquième Edition » (1909) remporta peu l’adhésion des chanteurs, alors que sa « Quatrième édition avec supplément » (1911) eut un certain succès dans quelques régions. Finalement, un comité dirigé par Joseph Stephen James réalisa une édition intitulée Original Sacred Harp (1911) qui réussit à satisfaire les attentes de cette communauté de chanteurs.

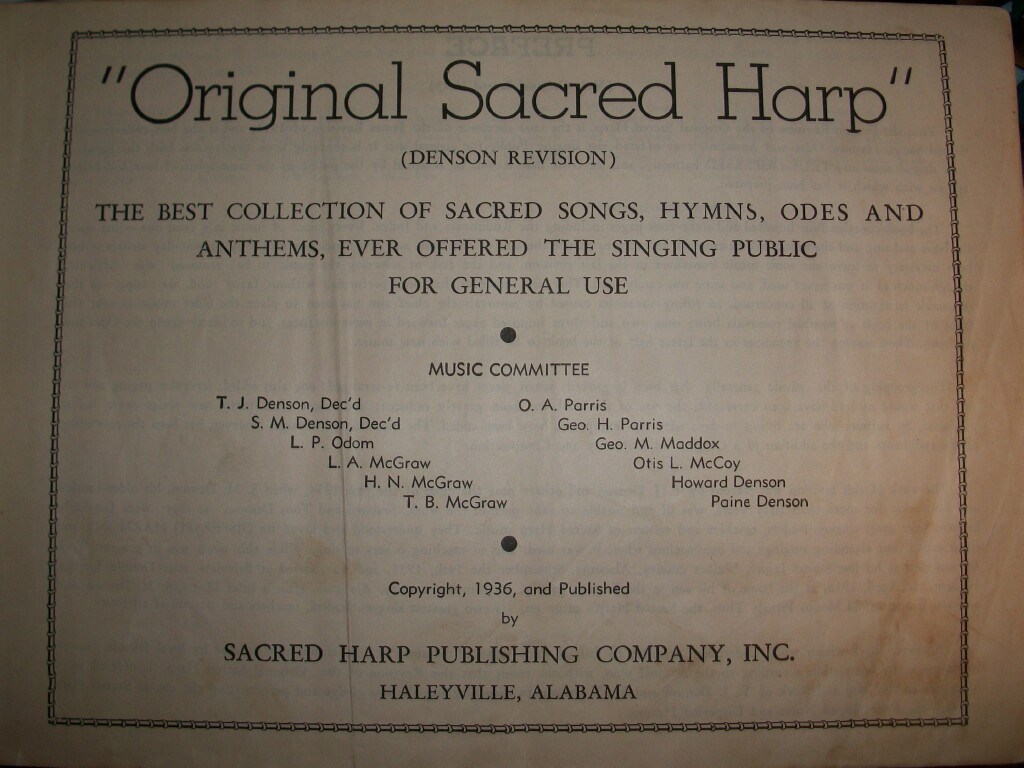
"Original Sacred Harp (Denson Revision)"

L’édition de James fut révisée plus tard en 1936 par un comité dirigé par les frères Seaborn et Thomas Denson, enseignants de singing schools ayant tous deux beaucoup d’influence. Les deux frères moururent très vite avant l’achèvement du projet, et le travail restant fut supervisé par Paine Denson, fils de Thomas. Ce livre fut intitulé Original Sacred Harp, Denson Revision, et fut lui aussi révisé en 1960, 1967 et 1971 une révision plus approfondie et un remodelage de ce livre, supervisée par Hugh McGraw, est aujourd’hui connue sous le simple nom de « 1991 Edition », même si des chanteurs l’appellent toujours le « Denson book ».
Même les livres de James et de Denson suivirent le Cooper en ajoutant des voix d’alto à la plupart des chants à trois parties (ces altos ont conduit Cooper à mener des poursuites en justice infructueuses). Certaines personnes (voir par exemple la référence donnée par Buel Cobb donnée ci-dessous) pensent que les nouvelles parties alto ont modifié l’esthétique des chants en comblant les précédentes harmonies fortement ouvertes des chants à trois voix. Wallace McKenzie (voir référence ci-dessous) fait la démonstration contraire, en étayant son point de vue sur une étude systématique de chants représentatifs. Dans les différents événements du Sacred Harp, il y a aujourd’hui très peu de chanteurs qui souhaitent abandonner les parties alto ajoutées à cette période, car la plupart des chanteurs sont attentifs à ce que chacun des côtés du carré ait sa propre partie à chanter.
C’est ainsi que le débat sur le traditionalisme fragmenta la communauté du Sacred Harp, et il semble peu probable qu’elle se réunisse jamais autour d’un seul livre. Cependant, il n’y eut pas de nouvelle scission. Les deux groupes Denson et Cooper adoptèrent les points de vue traditionalistes de leur forme de Sacred Harp favorite, et ces formes ont toutes deux été stables depuis environ un siècle à présent.
La force du traditionalisme est perceptible dans les pages liminaires des deux livres de chant. Le Denson book est biblique dans sa défense de la tradition :

« Dédié à :
Tous les amoureux de la music du Sacred Harp, et à la mémoire des illustres et vénérables patriarches qui établirent le style traditionnel du chant Sacred Harp et exhortèrent ceux qui les suivaient à « demander quels sont les anciens sentiers et à les suivre ». »

Le Cooper book montre aussi une forte appréciation de la tradition :

« Que Dieu nous bénisse tandis que nous nous efforçons de promouvoir et d’apprécier la musique du Sacred Harp et de continuer la riche tradition de ceux qui sont passés avant nous. »

Dire que les deux communautés sont traditionalistes ne signifie pas qu’elles découragent la création de nouveaux chants. Au contraire, il fait partie de la tradition que les chanteurs de Sacred Harp musicalement créatifs deviennent eux-mêmes compositeurs et ajoutent leur voix au canon. Les nouvelles compositions sont réalisées dans les styles traditionnels, et peuvent être considérées comme un hommage rendu aux chants plus anciens. De nouveaux chants ont été incorporés dans les éditions du Sacred Harp tout au long du XXe siècle.

### Les autres recueils de Sacred Harp
Deux autres livres sont couramment utilisés par les chanteurs de Sacred Harp. Quelques chanteurs du nord de la Géorgie utilisent le White book, une version étendue de l’édition de 1869 de B. F. White éditée par J. L. White. Les chanteurs de Sacred Harp afro-américains, qui utilisaient au départ le Cooper book, utilisent aussi un ouvrage supplémentaire, The Colored Sacred Harp, créé par Judge Jackson (1883-1958) en 1934 et révisé plus tard par deux éditions ultérieures. Dans son livre Judge Jackson and The Colored Sacred Harp, Joe Dan Boyd a identifié quatre régions de chant Sacred Harp parmi les afro-américains : l’est du Texas (Cooper book), nord Mississippi (Denson book), sud Alabama et Floride (Cooper book) et New Jersey (Cooper Book). Le Colored Sacred Harp est limité aux groupes du New Jersey et du sud Alabama-Floride. Le Sacred Harp a été « exporté » depuis le sud Alabama dans le New Jersey. Il semble s’être éteint parmi les afro-américains de l’est du Texas.
En résumé, trois révisions du Sacred Harp et un livre d’accompagnement sont toujours en usage dans les singings de Sacred Harp :
- The Sacred Harp, 1991 edition (le Denson book), Carrollton, Géorgie : Sacred Harp Publishing Company.
- The Sacred Harp, Revised Cooper Edition, 2012. Samson, Alabama : The Sacred Harp Book Company.
- The Sacred Harp, J. L. White Fourth Edition, with Supplement (le White book), Atlanta, Géorgie : J. L. White, publié en 1911 ; réédité en 2007.
- The Colored Sacred Harp, Ozark, Alabama : Judge Jackson, 3e édition, 1992, avec les rudiments de H. J. Jackson (fils de J. Jackson) et une autobiographie de Judge Jackson].

Les livres du Sacred Harp contiennent généralement une section de rudiments, décrivant les bases de la musique et du chant Sacred Harp.

### La diffusion du chantSacred Harpà l’époque moderne
Depuis ces dernières années, le chant Sacred Harp connaît un regain d’intérêt, et de nouveaux participants qui n’ont pas grandi dans la tradition le découvrent De nouveaux chanteurs s’acharnent à suivre les coutumes d’origine du Sud dans leurs singings. En retour, les chanteurs traditionnels ont apporté leur aide en donnant des directions à suivre aux nouveaux chanteurs. Par exemple, la section Rudiments de l’édition Denson de 1991 donne des informations sur la manière de mettre en place un singing ; cette information serait inutile dans un contexte traditionnel, mais elle est très importante pour un groupe qui démarre tout seul de son côté. La tradition du maître de chant se perpétue toujours à notre époque, et des maîtres de chant issus des régions traditionnelles de Sacred Harp partent souvent au-delà du Sud pour enseigner. Depuis quelques années, un camp d’été annuel a été établi, pendant lequel les débutants peuvent apprendre à chanter le Sacred Harp.

#### Aux États-Unis, au-delà du Sud
Il existe à présent de fortes communautés de chant Sacred Harp dans la plupart des grandes zones urbaines des États-Unis, et dans beaucoup de régions rurales, également. Un des premiers groupes de chanteurs de Sacred Harp à s’être formé en dehors de la région traditionnelle d’origine du Sud fut le grand Chicago. La première convention d’Illinois fut organisée en 1985, et a bénéficié du soutien très actif et très enthousiaste des principaux chanteurs traditionnels du Sud. La convention du Midwest est à présent reconnue comme l’une des conventions américaines majeures, elle attire des centaines de chanteurs de tous les états du pays et de l’étranger. Parallèlement, la communauté de chant Sacred Harp de l’ouest de la Nouvelle Angleterre est devenue, ces dernières années, une des communautés importantes. En mars 2008, la 2008 Western Massachusetts Sacred Harp Convention a attiré plus de 300 chanteurs venus de 25 états et d’un certain nombre d’autres pays. Il y a d’autres conventions de chant importantes en dehors du Sud, par exemple la Keystone Convention en Pennsylvanie et la Minnesota State Convention, qui a démarré en 1990.

#### LeSacred Harpau-delà des États-Unis
Le Royaume-Uni a une communauté active depuis les années 1990. La première UK Sacred Harp Convention a eu lieu en 1996. Il y a des singings réguliers à Londres,, dans les Home Counties, les Midlands, le Yorkshire, Lancashire, Brighton, Tyneside, Est-Anglie, Bristol et aussi en Écosse.
L’Australie connait également des singings de Sacred Harp depuis 2001, des singings se tiennent régulièrement à Melbourne, Sydney, Canberra et Blackwood. Le premier Australian All-day Singing s’est déroulé à Sydney en 2012.
En janvier 2009, le chant Sacred Harp fut introduit en Irlande, par Dr Juniper Hill du University College Cork, parti d’un cours de module et se diffusant rapidement dans la communauté plus large. En mars 2011, U.C.C. accueillit la première Ireland Sacred Harp Convention annuelle, et la communauté de Cork a organisé son premier All day singing le 22 octobre 2011. Il existe à présent des communautés grandissantes de Sacred Harp à Belfast et à Dublin.
Au Canada, plusieurs communautés de chanteurs Sacred Harp sont actives depuis plusieurs années. Depuis 2009, un singing régulier a lieu à Montréal, dans la province de Québec. La convention annuelle du Québec a lieu depuis 1994 dans la région des Cantons-de-l'Est, et est depuis 2013 jumelée au « Montréal All Day Singing » pour une fin de semaine complète de chant. La convention annuelle d'Ontario centrale en est à sa deuxième édition de la nouvelle mouture, organisée par la communauté de chanteurs de Toronto, active depuis les années 1990. Un singing a lieu régulièrement à Derby Line au Québec, Dalhousie au Nouveau-Brunswick, à Vancouver en Colombie-Britannique, et à Winnipeg au Manitoba.
Dans ses développements les plus récents, le chant Sacred Harp s’est répandu en dehors des limites des pays anglophones en Europe continentale. En 2008, une communauté de chanteurs s’est établie en Pologne (qui a accueilli le premier camp Fasola Europe en septembre 2012). En Allemagne, il y a des singings réguliers à Brême et Hambourg. Ailleurs en Allemagne, les chanteurs se réunissent à Berlin, Francfort, Munich et Leipzig. Récemment, des groupes ont démarré à Amsterdam aux Pays-Bas, à Paris et Clermont-Ferrand en France, et à Uppsala en Suède.
Des singings réguliers ont également lieu en Israël], et en avril 2016, un All-day singing s’est tenu à Chaville, près de Paris, France.

## Origines de la musique
Voir également : Sacred Harp hymnwriters and composers
La musique utilisée en Sacred Harp est éclectique. La plupart des chants peuvent être reliés à quatre périodes historiques.
La plus ancienne de ces périodes historiques remonte à la Nouvelle Angleterre du XVIIIe siècle et est en fait constituée de la version en shape notes des œuvres des premiers grands compositeurs américains tels que William Billings et Daniel Read, qui ont été maîtres de chant.
Une seconde période historique est constituée des décennies autour de 1830, qui à la suite de la migration de la tradition des shape notes vers le Sud rural. On pense que bien des chants de cette période sont des airs populaires d’origine profane, harmonisés à plusieurs voix et auxquels il fut ajouté des paroles religieuses. Comme on pourrait s’y attendre des racines folkloriques de cette musique, elle utilise beaucoup la gamme pentatonique. Elles utilisent souvent des harmonies vives et fortes basées sur des quintes à vide. La plupart des chants de cette période ont d’abord été composés à trois voix seulement (treble, ténor et basse), avec les altos ajoutés par la suite, comme mentionné ci-dessus.
Le son de cette période musicale, de même que d’une certaine manière The Sacred Harp en général, peut être observé en comparant des versions de l’hymne bien connue « Amazing Grace », qui est familière de bien des Américains dans une forme telle que celle-ci :

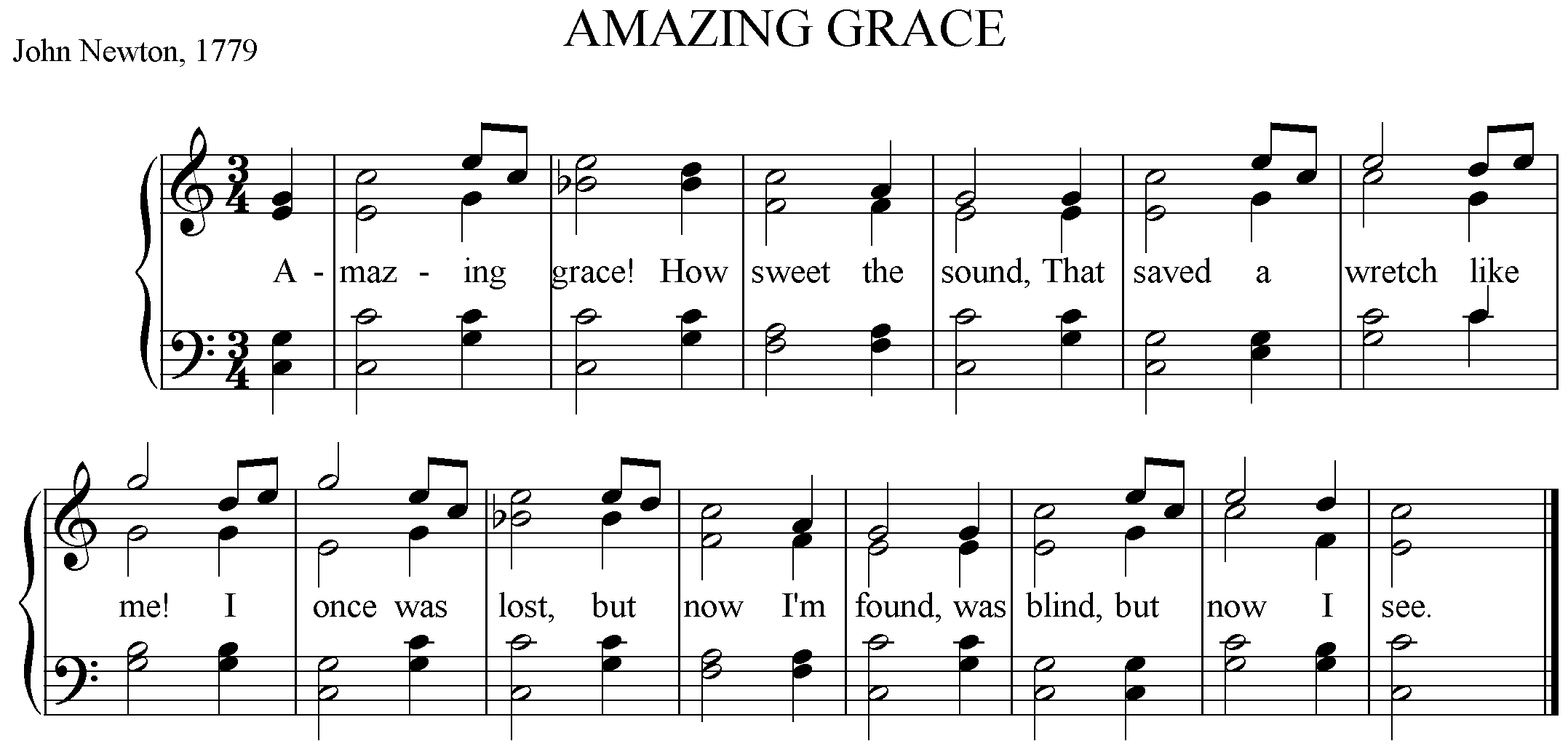
Une harmonisation familière de « Amazing Grace », cliquez ici pour l’écouter jouée au piano. (Ogg format, 234K)

Dans le Sacred Harp (édition 1991), Amazing Grace est harmonisée assez différemment. Remarquez que la mélodie est attribuée à la partie ténor :

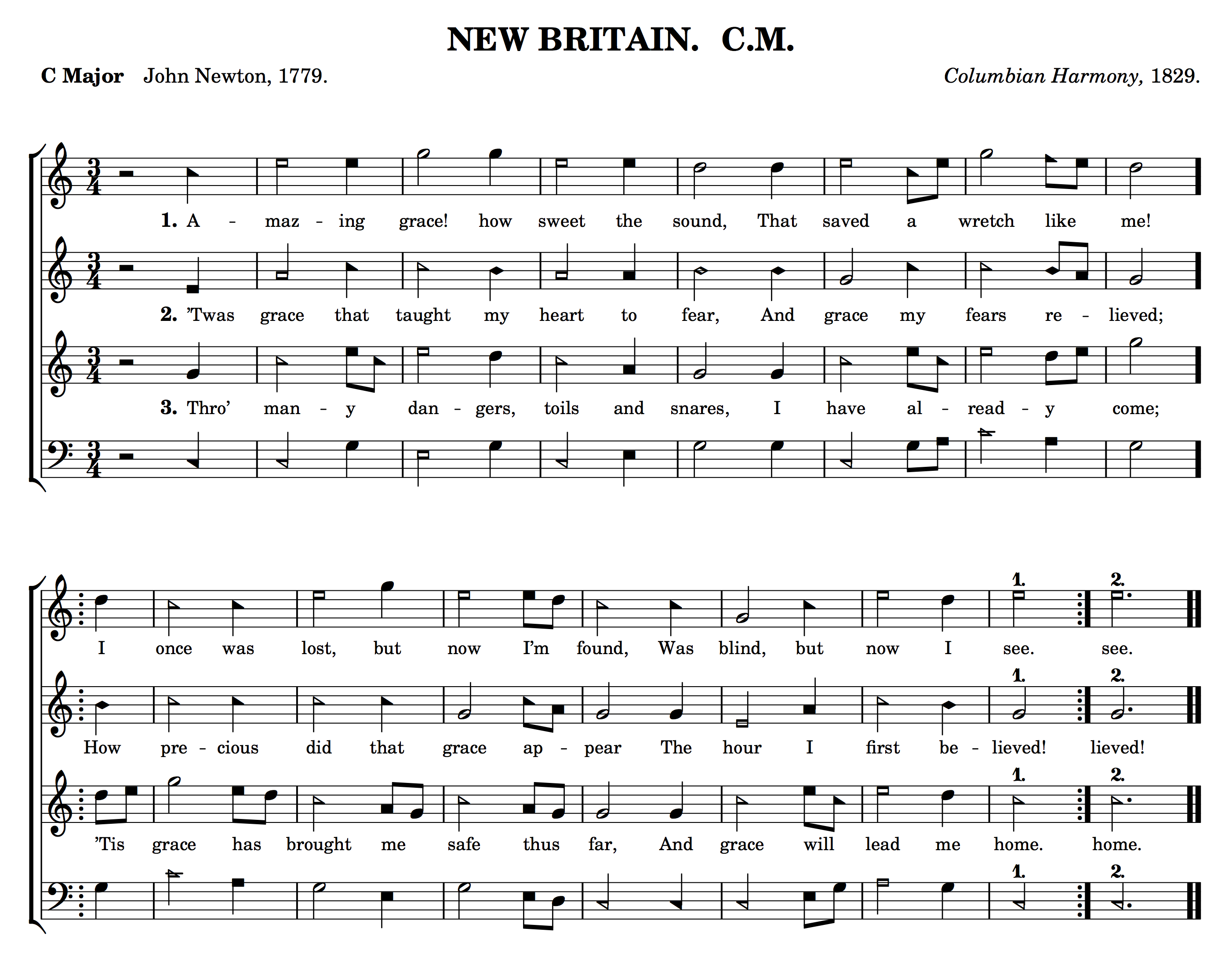
« Amazing Grace » dans une version similaire à celle du Sacred Harp, édition 1991. Cliquez ici pour écouter la version piano (Ogg format, 225K) (Comme mentionné ci-dessus, le titre « New Britain » est le nom de la mélodie, et non pas du chant dans son ensemble.)

Une troisième période historique remonte au milieu du XIXe siècle et représente la sensibilité populaire de cette époque. Un certain nombre de ces œuvres de la moitié du siècle présentent une simplicité parfois presque primaire – l’harmonie est essentiellement un seul accord majeur étendu, et chaque partie un embellissement, sur un tempo lent, de cet accord.
La plus récente période est constituée des chants qui furent ajoutés aux livres pendant le XXe siècle. Ce sont les œuvres de participants musicalement créatifs de la tradition du Sacred Harp, qui se sont évertués à créer des chants qui pourraient s’intégrer dans la tradition existante en adoptant le style de l’une ou l’autre des périodes précédentes. Un sixième environ de l’édition Denson est constitué de ces compositions, dont certaines datent de 1990. Les compositeurs du XXe siècle ont souvent recyclés leurs textes de chants plus anciens du Sacred Harp (ou d’après leurs sources, par exemple les œuvres de l’hymnodiste du XVIIIe siècle Isaac Watts). Un certain nombre de ces compositions modernes sont appréciées des communautés de chanteurs, et il est prévisible que les éditions futures du Sacred Harp incluront encore des nouveaux chants.
On trouve quelques chants additionnels dans The Sacred Harp, édition 1991 qu’on ne peut faire entrer dans ces quatre périodes. Il s’agit de très vieux chants d’origine européenne, et aussi des chants des traditions rurales anglaises qui ont inspiré les premiers compositeurs de Nouvelle Angleterre. On trouve également quelques chants issus des compositeurs classiques européens (Ignace Pleyel, Thomas Arne et Henry Rowley Bishop). Le recueil contient même cinq hymnes de Lowell Mason, de toute éternité l’ennemi le plus implacable de la tradition que The Sacred Harp a préservée jusqu’à aujourd’hui.
Les détails qui sont donnés ici sont basés sur The Sacred Harp, édition 1991, également connu comme l’édition Denson. L’édition « Cooper », très largement répandue, est très proche également (environ 60 %) dans son contenu, mais elle contient aussi beaucoup de chants plus récents. Une comparaison détaillée de ces deux éditions a été réalisée par le spécialiste du Sacred Harp Gaylon L. Powell, consultable ici.

## Les autres livres intitulésSacred Harp
The Sacred Harp était un nom populaire pour les recueils d’hymnes et les livres de chant du XIXe siècle, avec au moins quatre recueils portant ce titre. Le premier d’entre eux fut compilé par John Hoyt Hickok et imprimé à Lewiston, Pennsylvanie en 1832. Le second fut compilé par Lowell et Timothy Mason et imprimé à Cincinnati, Ohio en 1834, et fut un élément du mouvement pour une « meilleure musique » mentionné ci-dessus. Les éditeurs l’ont publié en tant que livre à shape notes, alors qu’ils préféraient urbaniser leur public en publiant une édition en notes rondes.
Le troisième Sacred Harp était celui de B. F. White et E. J. King (1844), à l’origine de la tradition de chant Sacred Harp que nous connaissons aujourd’hui.
Enfin, d’après W. J. Reynolds, qui écrivait dans Hymns of Our Faith, il y avait encore un quatrième Sacred Harp – The Sacred Harp publié par J. M. D. Cates à Nashville en 1867.